# Nemoria brunnearia
Nemoria brunnearia är en fjärilsart som beskrevs av Alpheus Spring Packard 1876. Nemoria brunnearia ingår i släktet Nemoria och familjen mätare. Inga underarter finns listade i Catalogue of Life.